# Ville Lång
Ville Lång (* 14. Februar 1985 in Lahti) ist ein finnischer Badmintonspieler. 

## Karriere
Ville Lång gewann 2002 bei den Einzelmeisterschaften der Junioren in Finnland seinen ersten Titel. Drei Jahre später siegte er erstmals bei den Erwachsenen. Insgesamt konnte er seine Bilanz bis 2009 auf fünf finnische Meistertitel ausbauen.
2003 sicherte er sich Bronze bei den Europameisterschaften der Junioren, 2006 siegte er bei den Scottish Open.
2008 nahm Lång an den Olympischen Sommerspielen teil und wurde Neunter im Herreneinzel.

## Sportliche Erfolge
| Veranstaltung | Saison                                       | Disziplin    | Platz | Name                       |
| ------------- | -------------------------------------------- | ------------ | ----- | -------------------------- |
| 2002          | Finnland: Einzelmeisterschaften der Junioren | Herreneinzel | 1     | Ville Lång                 |
| 2002          | Finnland: Einzelmeisterschaften der Junioren | Herrendoppel | 1     | Ville Lång / Pekka Ryhänen |
| 2003          | Europameisterschaft der Junioren             | Herreneinzel | 3     | Ville Lang                 |
| 2003          | Finnland: Einzelmeisterschaften der Junioren | Herreneinzel | 1     | Ville Lång                 |
| 2003          | Finnland: Einzelmeisterschaften der Junioren | Herrendoppel | 1     | Ville Lång / Pekka Ryhänen |
| 2004          | Finnland: Einzelmeisterschaften der Junioren | Mixed        | 1     | Ville Lång / Reetta Heino  |
| 2004          | Finnland: Einzelmeisterschaften der Junioren | Herreneinzel | 1     | Ville Lång                 |
| 2004          | Finnland: Einzelmeisterschaften der Junioren | Herrendoppel | 1     | Ville Lång / Niko Hellgren |
| 2005          | Finnland: Einzelmeisterschaften              | Herreneinzel | 1     | Ville Lång                 |
| 2006          | Schottland: Internationale Meisterschaften   | Herreneinzel | 1     | Ville Lang                 |
| 2006          | Finnland: Einzelmeisterschaften              | Herreneinzel | 1     | Ville Lång                 |
| 2007          | Finnland: Einzelmeisterschaften              | Herreneinzel | 1     | Ville Lång                 |
| 2008          | Finnland: Einzelmeisterschaften              | Herreneinzel | 1     | Ville Lång                 |
| 2008          | Croatian International                       | Herreneinzel | 1     | Ville Lång                 |
| 2008          | Romanian International                       | Herreneinzel | 1     | Ville Lång                 |
| 2009          | Finnland: Einzelmeisterschaften              | Herreneinzel | 1     | Ville Lång                 |
| 2010          | Finnland: Einzelmeisterschaften              | Herreneinzel | 1     | Ville Lång                 |
| 2010          | Finnland: Einzelmeisterschaften              | Herrendoppel | 1     | Mikko Vikman / Ville Lång  |
| 2011          | Finnland: Einzelmeisterschaften              | Herreneinzel | 1     | Ville Lång                 |
| 2011          | Finnland: Einzelmeisterschaften              | Herrendoppel | 1     | Mikko Vikman / Ville Lång  |
| 2011          | Estonian International                       | Herreneinzel | 1     | Ville Lång                 |
| 2012          | Finnland: Einzelmeisterschaften              | Herreneinzel | 1     | Ville Lång                 |
| 2012          | Estonian International                       | Herreneinzel | 1     | Ville Lång                 |
| 2012          | Helsinki Open                                | Herreneinzel | 1     | Ville Lång                 |
| 2013          | Finnland: Einzelmeisterschaften              | Herreneinzel | 1     | Ville Lång                 |
| 2013          | St. Petersburg White Nights                  | Herreneinzel | 2     | Ville Lång                 |
| 2014          | Scottish Open                                | Herreneinzel | 1     | Ville Lång                 |
| 2014          | Finnland: Einzelmeisterschaften              | Herreneinzel | 1     | Ville Lång                 |
| 2017          | Finnland: Einzelmeisterschaften              | Herrendoppel | 1     | Ville Lång / Pekka Ryhänen |